# Ospa gołębi
Ospa gołębi – choroba wirusowa, na którą podatna jest większość gatunków gołębi. Ospa jest wywoływana przez wirusa ospy gołębi, który jest przenoszony przez komary i wodę.
Choroba powoduje tworzenie się strupów ospy wokół dzioba, ust i stóp ptaka.
Choroba ta jest częściej występuje u gołębi pocztowych niż rasowych, najbardziej podatne są młode gołębie. Przeciw chorobie stosuje się szczepionki.